# Maw-Kuen Wu
Maw-Kuen Wu (吳茂昆; pinyin: Wú Màokūn, Yuli, Condado de Hualien, República da China, 6 de dezembro de 1949) é um físico Taiwanês-estadunidense. É especialista em supercondutividade, criogenia e física de alta pressão.
Recebeu o Prêmio Comstock de Física de 1988.